# ضريبة اللحية

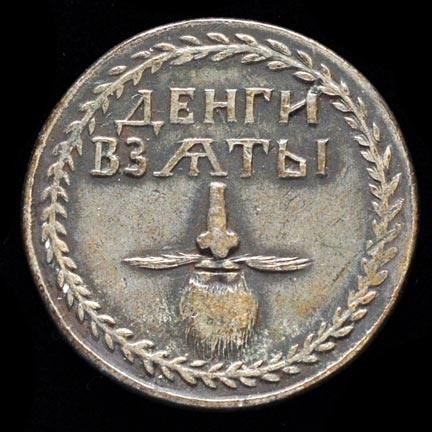

ضريبة اللحية هي واحدة من عدة ضرائب فرضت على الناس على مر التاريخ. ولقد فرضت على تربية الذقن في بريطانيا عام 1535 تحت حكم الملك هنري الثامن، وفي ذلك الوقت كان شعر الوجه رمزا للمكانة، وقد أسقطت الضريبة ولكن أعيد العمل بها على يد ابنة هنري الملكة إليزابيث الأولى، التي وجدت أن أي لحية تنمو لأكثر من أسبوعين يجب أن تخضع للضريبة.
وفي نهاية القرن السابع عشر فرض الإمبراطور الروسي بطرس الأكبر ضريبة على شعر الوجه للرجال في محاولة لتحديث مجتمع البلاد، وأجبر جميع الرجال الملتحين على دفع الرسوم.